# Augustin Azango
Pour les articles homonymes, voir Azango.
Augustin Azango, né le 28 août 1897 à Grand-Popo au Dahomey (actuel Bénin) et mort le 27 septembre 1971 dans la même ville, est un journaliste, homme politique, homme d'affaires, diplomate dahoméen, cofondateur et dirigeant du premier parti politique de l'histoire de son pays, l'Union progressiste dahoméenne (UPD).

## Biographie

### Jeunesse et études
Augustin Azango naît le 28 août 1897 à Grand-Popo au Dahomey, d'un père commerçant. Il est prénommé Kokou. Lors de son baptême, ses parents lui donne le prénom chrétien d'Augustin. Il devient, plus tard, élève à l'école des pères, à la mission catholique de Grand-Popo.
En 1921, Il est l'un des membres fondateurs de l'association Nonvitcha dont il écrit le règlement intérieur. Nonvitcha a comme dessein initial de rassembler les Xwéda et les Xwla, peuples vivant principalement sur la zone côtière du Dahomey.
En 1924, afin de poursuivre ses études supérieures, il quitte le Dahomey pour la France où il s'installe à Paris. Il est admis à HEC, à Sciences-Po et l'École supérieure de journalisme.

### Carrière professionnelle et politique

#### Débuts à Paris

Logo de l'agence de presse Métromer.

Ses études terminées, Augustin Azango travaille un temps chez Dunlop avant de devenir journaliste. À Paris, il crée, en 1934, et dirige, Métromer, une agence de presse d'outre-mer, qui publie bimensuellement un bulletin d'information, dont René Maran, premier écrivain noir à recevoir le prix Goncourt, en est le rédacteur en chef
. Augustin Azango souhaite que cet organe soit le trait d'union entre la presse métropolitaine et celle d'outre-mer en fournissant, à l'une comme l'autre, des articles traitant « de près ou de loin [les] intérêts coloniaux » mais qui d'ordinaire ne traversent pas l'Atlantique. L'organe de presse permet également aux entreprises métropolitaines, souhaitant s'ouvrir de nouveaux marchés en outre-mer, de diffuser leur publicité.
En octobre 1935, il s'insurge contre le manifeste des « 64 intellectuels » et soutient la réponse à ce texte, rédigée par une autre partie de l'élite française. Ce manifeste, signé par Henri Massis et publié dans la presse parisienne le 4 du même mois, approuve l'invasion de l'Italie fasciste en Éthiopie.
Il découvre, en 1937, les prémices de l'organisation politique, en étant désigné secrétaire général de l'association Le Bénin qui regroupe des Dahoméens et Togolais résidant ou de passage en France. Également connue sous le nom de Gbedjinovi, qui signifie « les frères qui sont à l'extérieur », elle a pour but d'« apporter sa confiante et loyale contribution aux études et solutions des problèmes intéressant l'évolution des deux pays et de l'Afrique en général ». Louis Ignacio-Pinto, un de ses futurs acolytes politiques, en est le président.

#### Retour au Dahomey
Augustin Azango rentre au Dahomey en 1939 ; un groupe agro-alimentaire métropolitain, spécialisé dans la fabrication de jus de fruits, lui confie la mission de prospecter dans les colonies d'Afrique-Occidentale française afin d'évaluer la capacité et la qualité de leurs productions fruitières.
Lorsque la Seconde Guerre mondiale éclate, la France appelle les populations de métropole et d'outre-mer à participer à l'effort de guerre. Augustin Azango y contribue en cherchant à mobiliser les Africains. Dans le cadre de son activité professionnelle, il réalise des allers-retours réguliers entre le Dahomey et le Togo, notamment entre Grand-Popo et Anécho et en profite pour diffuser au Togo de la propagande alliée.

#### Nouveaux rapports métropole-colonies
Au sortir de la guerre, la France est à reconstruire et connaît des réformes qui transforment son paysage institutionnel. En effet, le gouvernement provisoire qui dirige à présent le pays souhaite une refonte de la Constitution et rédige un projet constitutionnel devant être approuvé par le peuple français par voie de référendum.
Le gouvernement qui souhaite conserver l'empire colonial français, repense, dans ce projet, les rapports qui lient la métropole à ses colonies, en proposant à ces dernières de leur accorder une autonomie dans la gestion de leurs affaires et une représentativité au sein des institutions nationales.
Convenue lors de la Conférence de Brazzaville, une commission, menée par Gaston Monnerville, est créée le 20 février 1945 dans l'optique de concevoir les textes fondateurs de cette future et nouvelle relation entre la France et ses territoires d'outre-mer, qui seront intégrés dans le projet de Constitution à venir. Le ministre des colonies Paul Giacobbi propose à une jeune pousse dahoméenne, Sourou Migan Apithy, expert-comptable, d'intégrer ce groupe, avec notamment Léopold Sédar Senghor. La commission Monnerville, qui prend le nom de son président, est également chargée, entre autres, « d'examiner la composition des collèges électoraux coloniaux et la représentation permanente [des] populations d'outre-mer au sein des Assemblées représentatives futures ».
Sourou Migan Apithy veille à résumer le fond des séances à Augustin Azango, qu'il perçoit comme l'un des « leaders de l'opinion publique africaine ». D'ailleurs, c'est autour de ce dernier que se crée un « comité des sages », qu'il préside, réunissant la fine fleur dahoméenne. Parmi elle, des notables, les instituteurs Émile Poisson et Émile Bodé Zinsou, son fils, le médecin Émile Derlin Zinsou mais, aussi, des journalistes et directeurs de journaux locaux, comme Augustin Nicoué, fondateur du journal Le Phare du Dahomey, qui parviennent à mettre de côté leurs divergences et s'unissent pour se concentrer sur un intérêt commun, l'avenir des colonies. Ce comité rassemble les avis et émet des recommandations à Sourou Migan Apithy afin que les colonies puissent faire entendre leur voix et maîtriser leur destinée future. Mais les Africains présents au sein de la commission Monnerville échouent dans leur tentative de faire obtenir les mêmes droits aux autochtones que ceux des colons, notamment lors des élections des différentes Assemblées.

#### Installation de la vie politique

##### Premières élections françaises au Dahomey
L'ordonnance no 45-1874 du 22 août 1945, bien que conférant le droit à tous les territoires d'outre-mer d'être représentés à l'Assemblée nationale constituante, n'accorde pas l'équité souhaitée par les Africains.
Malgré cela, les Dahoméens se mettent à préparer, pour la première fois, des élections conduisant leurs représentants à la députation. Ces élections se déroulent au scrutin uninominal à deux tours et deux collèges électoraux distincts sont formés, l'un pour les électeurs « citoyens », l'autre pour les électeurs « non-citoyens ». En somme, les électeurs ayant le statut civil français mais aussi les « évolués » votent au premier collège et ceux conservant leur statut personnel se prononcent au second collège.
À cette occasion, des comités électoraux, prémices des partis politiques, sont créés dans le but de coopter puis de soutenir les différents candidats. Ces comités peu ou mal organisés sont dirigés par les élites de la colonie telles qu'Augustin Azango ou encore l'ethnologue Paul Hazoumé.
Considéré comme candidat naturel par les intellectuels dahoméens, Augustin Azango est encouragé à se présenter aux élections constituantes françaises de 1945 mais repousse l'offre et propose en retour la candidature de Sourou Migan Apithy. Si Augustin Azango ne postule pas à la position de député, il n'en demeure pas moins un acteur actif à ces élections. Il est convié à rejoindre, le 17 octobre 1945, une commission chargée du recensement général des votes de la circonscription « Dahomey-Togo » pour des élections qui ont lieu quatre jours plus tard sur le territoire. Le révérend-père Francis Aupiais et Sourou Migan Apithy remportent respectivement ces élections au premier et second collège, devenant les premiers députés de l'histoire à représenter le Dahomey et le Togo.

##### Création du premier parti politique
Après un premier échec, une nouvelle Constitution est promulguée le 27 octobre 1946 ; celle-ci permet de faire place à la Quatrième République et de donner naissance à l'Union française. Si l'article 80 de cette Constitution stipule que « tous les ressortissants des territoires d'outre-mer ont la qualité de citoyen, au même titre que les nationaux français de la métropole ou des territoires d'outre-mer », il spécifie également que « des lois particulières établi[ssent] les conditions dans lesquelles ils exercent leurs droits de citoyens », confirmant le maintien du double collège et le traitement inégalitaire qui subsiste entre les nationaux français et les autres ressortissants de l'Union française.
Conformément aux intentions initiales, la Constitution accorde un semblant d'autonomie aux territoires d'outre-mer avec l'instauration d'une Assemblée élue, appelée Conseil général en Afrique-Occidentale française, qui a la charge de la gestion territoriale. Au Dahomey, le Conseil général est constitué de 30 membres, dont 12 élus au premier collège, citoyens de droit civil français et 18 au second collège, citoyens de statut personnel.
La formation de partis politiques est désormais permise ; ainsi en avril 1946, sur les fondations des comités électoraux, Augustin Azango cofonde, avec Émile Derlin Zinsou, le premier parti de l'histoire de la colonie, l'Union progressiste dahoméenne (UPD), dont le journaliste en devient le dirigeant.
Au sein du parti, une classe politique émerge ; celle-ci est éduquée, cultivée et représente l'ensemble des régions et des ethnies que compte le Dahomey. L'UPD regroupe des docteurs (Justin Ahomadegbé et René Deroux), des instituteurs (Hubert Maga, Tahirou Congacou, Émile Poisson, Michel Ahouanmènou ou encore Adrien Degbey), des journalistes, etc.
Mais l'ère du parti unique ne dure pas, les rivalités tribales, les tensions interrégionales, les guerres d'ego et les querelles intestines font disloquer le groupe. Augustin Azango n'est pas homme à régler les conflits, impuissant face à la situation, ne parvient pas à redresser la barre. Justin Ahomadegbé et Émile Poisson sont les premiers à quitter le parti près de huit mois seulement après sa création et fondent ensemble, le 7 décembre 1946, le Bloc populaire africain (BPA).

##### D'une élection à l'autre
Les premières élections territoriales au Dahomey, qui se tiennent entre le 15 décembre 1946 et le 5 janvier 1947, voient Augustin Azango être élu conseiller général au second collège dans la deuxième circonscription, cercles d'Abomey-Ouidah. L'UPD est plébiscitée, le parti obtient la majorité absolue à l'Assemblée, ses candidats s'adjugeant 20 des 30 sièges accessibles.
Une fois le Conseil général installé, la présidence de l'Assemblée est naturellement proposée au dirigeant de l'UPD, celui-ci la décline mais est tout de même désigné vice-président. Dans les faits, Augustin Azango n'a aucune ambition politique et n'a pas cherché à se faire élire au Conseil général mais son statut lui imposait. Il n'a pas non plus une soif absolue de pouvoir, ce qui l'anime réellement c'est de créer une unité autour de son parti et plus largement de fédérer les dahoméens,. Le philosophe Emmanuel Mounier cerne ces traits de caractère lors de leur rencontre, durant un voyage dans la colonie, et le décrit comme un « politique si peu politique » faisant preuve d'une « grande intelligence et [d'une] souplesse compréhensive » et donne « l'impression d'avoir dominé tous les complexes de l'émancipation, d'avoir atteint une paix et un équilibre si rares dans cette génération de transition ».
Robert Dossou définit Augustin Azango comme un « modèle extraordinaire de solidarité, de fraternité, d'unité », capable de se sacrifier et de se dévouer pour les autres sans contrepartie. Mais ce dévouement est insuffisant pour éviter les fractures que subit l'UPD à l'approche des élections législatives françaises de 1951. Pour ces élections au collège unique, deux sièges sont à pourvoir. Un consensus se dégage initialement autour du député sortant Sourou Migan Apithy et d'Émile Derlin Zinsou pour représenter l'UPD mais une frange du parti souhaite qu'un des deux candidats soit un homme originaire du nord du pays, à savoir Hubert Maga. Cette requête n'est pas accordée, ce dernier quitte alors la formation avec ses soutiens et fonde le Groupement ethnique du Nord.
L'UPD propose finalement à Sourou Migan Apithy d'être le colistier d'Émile Derlin Zinsou, ce qu'il refuse et acte son départ en créant la liste « Union française ». Avec celle-ci, il parvient à se faire réélire député, arrivant en tête des suffrages, et retrouve le palais Bourbon accompagné d'Hubert Maga, sorti deuxième des urnes. Émile Derlin Zinsou ne se classe qu'en troisième position ; son parti échoue dans sa quête à conserver un siège à l'Assemblée nationale française et ressort irrémédiablement affaibli par les défections successives.
Les élections territoriales de 1952 semblent être le « chant du cygne » pour l'UPD ; parmi les 20 candidats du parti élus lors des premières élections de 1946-1947, aucun ne parvient à conserver son siège. Pire, aucun autre candidat présenté n'est élu et l'UPD n'est plus représentée au Conseil général.
Pour Augustin Azango, triste et usé par les différentes crises qu'il a dues essuyer et inquiet de celles qu'il voit se profiler, il s'agit de l'échec de trop. La « figure de proue de l'UPD [...] [, qui a été] de tous les combats politiques » passés, se retire de la vie politique à l'issue de ces résultats.
L'UPD finit par fusionner avec le BPA, en 1955, pour former l'Union démocratique dahoméenne.

#### Entrée dans les affaires
En parallèle de ses activités politiques, Augustin Azango se lance dans les affaires et devient administrateur de sociétés. Il cofonde, en août 1949, à Cotonou, en compagnie, entre autres, d'Émile Bodé Zinsou, de Sourou Migan Apithy et de Louis Ignacio-Pinto, une société de transit et de transport maritime, fluvial, ferroviaire, aérien et routier, African Express, dont il est nommé gérant.
Au début de l'année 1950, il est associé minoritaire d'une société de travaux publics, la Nouvelle Entreprise Togolaise, dont le siège social est établi à Lomé. L'un des associés principaux et gérant de l'entreprise n'est autre que Nicolas Grunitzky, futur président du Togo, alors entrepreneur en travaux publics. Augustin Azango lui cède toutes ses parts cinq ans plus tard.

#### Force utile aux gouvernements
Même éloigné de la politique, Augustin Azango reste un homme apprécié de ceux qui la font ; d'ailleurs au cours de sa vie, Émile Derlin Zinsou ne manque pas une occasion d'exprimer l'admiration et le respect qu'il lui porte. Ainsi, au gré des différents gouvernements qui défilent, il est régulièrement sollicité afin d'aider les diverses administrations à se bâtir. En juillet 1958, il est chargé de mission auprès du ministère du Plan et du Développement. Après l'indépendance du Dahomey, il est appelé pour son expertise et est nommé conseiller technique du ministre des Affaires étrangères le 8 avril 1961.
À l'été 1963, le président Hubert Maga l'envoie à Accra, au Ghana, en tant que chargé d'affaires et assume la fonction d'ambassadeur, à compter du 17 octobre de la même année, lorsqu'il présente ses lettres de créance au président de la République ghanéenne Kwame Nkrumah, devant le tout premier ambassadeur du Dahomey dans ce pays. Malgré le coup d'État que subit le Dahomey le 28 octobre 1963 et le changement de gouvernement qui fait suite, il conserve son poste et est officiellement nommé ambassadeur extraordinaire et plénipotentiaire le 1er janvier 1964.

### Retraite et décès
Augustin Azango, perçu par Robert Dossou comme « un monument de la vie politique et sociale du Dahomey » et « grand oublié de l'histoire politique [de son pays] », est, à la fin de sa vie, malade, à demi-paralysé et vivant isolé dans sa maison d'Hounsoukoué Plage, à Grand Popo, jusqu'à sa mort le 27 septembre 1971, à l'âge de 74 ans,.

## Distinctions
- Commandeur de l'ordre national du Dahomey (1963)[51].
- Grand officier de l'ordre national du Dahomey (1967)[52].